# هویت دینی
هویت دینی یا هویت مذهبی (انگلیسی: Religious identity) نوع خاصی از شکل‌گیری هویت است. به ویژه، هویت دینی احساس عضویت گروهی در یک دین و اهمیت عضویت در این گروه است که به خودپنداره شخص مربوط می‌شود. هویت دینی لزوماً با مذهبی بودن یا دینداری یکسان نیست. اگرچه این سه اصطلاح مشترک هستند، اما مذهبی بودن و دینداری به ارزش عضویت در گروه مذهبی و همچنین شرکت در رویدادهای مذهبی (به عنوان مثال رفتن به کلیسا) اشاره دارد. هویت دینی، از سوی دیگر، به‌طور خاص به عضویت در گروه مذهبی بدون در نظر گرفتن فعالیت یا مشارکت مذهبی اشاره دارد. مشابه سایر اشکال شکل‌گیری هویت، مانند قومی و هویت فرهنگی، بافت مذهبی عموماً می‌تواند چشم‌اندازی برای نگریستن به جهان، فرصت‌هایی برای معاشرت با طیفی از افراد نسل‌های مختلف و مجموعه ای از اصول اساسی برای زندگی کردن فراهم کند.
تأثیر دین بر شکل‌گیری هویت نیز ممکن است از تأثیر جامعه ناشی شود. اگر هنجارهای جامعه برای اکثر افراد جامعه الزام‌آور باشد، دین ممکن است نقش مهمی در شکل‌گیری هویت داشته باشد. قدرت پیوند نیز به دوره تحت پوشش بستگی دارد. به نظر می‌رسد که دین در قدیم در مقایسه با جامعه مدرن نیرومندتر بوده است. در گذشته، بیشتر جوامع تمایل به مذهبی بودن داشتند. این بدان معناست که تأثیر دین بر هویت چنین جوامعی قوی خواهد بود. این در تضاد با جامعه مدرنی است که دین هنوز نقش مهمی در آن ایفا می کند، اما در مقایسه با گذشته بسیار کمتر است. تأثیر دین در شکل‌گیری هویت در این نوع صورت ممکن است کمتر باشد. به طور کلی، مذهب بسته به شرایط، گروه‌های تحت پوشش و دوره تحت پوشش، یک عامل کلیدی در شکل‌گیری هویت است.
هویت دینی از مهم‌ترین عناصر ایجاد کننده همگنی و همبستگی اجتماعی در سطح جوامع است که طی فرایندی با ایجاد تعلق خاطر به دین و مذهب در بین افراد جامعه، نقش بسیار مهمی در ایجاد و شکل‌گیری هویت جمعی دارد و به عبارتی عملیات تشابه‌سازی و تمایزبخشی را انجام می‌دهد.

## مفهوم هویت
هویت یک احساس از خود است. هویت اغلب سن، جنسیت، قومیت، جنسیت و طبقه یک فرد است. این جنبه‌ها در کنار هم قرار می‌گیرند تا هویت فرد را شکل دهند. از طرف دیگر اجتماعی شدن فرآیندی است که از همان ابتدای زندگی ما آغاز می‌شود. این روشی است که به ما آموزش داده می‌شود تا در جامعه رفتار کنیم. هویت عمدتاً از اجتماعی شدن با دیگران ناشی می‌شود، بنابراین جامعه‌شناسان بررسی پیوند بین هویت و جامعه‌پذیری را مهم می‌دانند.

### هویت اولیه و هویت ثانویه
انسان هویت خود را در دو مرحله مختلف شکل می‌دهد: «هویت اولیه» به احساس ما از خود اشاره دارد، در حالی که «هویت ثانویه» به نقش ما در جامعه اشاره دارد. مول (۱۹۷۸) استدلال می‌کند که مفهوم هویت به دو روش مختلف در علوم اجتماعی استفاده می‌شود.
- هویت اولیه: برای مفهوم سازی هویت به مفهوم تغییرناپذیری یا حداقل هسته شخصیتی که به آرامی در حال تغییر است که در تمام جنبه‌های تعهدات یک فرد ظاهر می‌شود، صرف نظر از تأثیرات نقش‌های مختلف می‌پردازد.
- هویت ثانویه: گذرا و سازگار به عنوان گذر فرد از یک محیط اجتماعی به محیط دیگر می‌پردازد و به‌طور بالقوه هویتی متفاوت را در هر موقعیتی ارائه می‌دهد.[۲]

مول با تأکید بیشتر خاطرنشان می‌کند که مفهوم‌سازی اولیه مسئله بعد غیرارادی هویت را مطرح می‌کند، در حالی که دومی موضوع سازگاری هویت را مطرح می‌کند. اولیه مورد در گروه‌های اولیه، احتمالاً در اوایل زندگی، تقویت می‌شود. در حالی که دومی وجود دارد، با در نظر گرفتن اینکه مقدار قابل توجهی از زندگی در محیطی خارج از گروه‌های اولیه زندگی می‌کند. برخی از حوزه‌های نهادی، به ویژه از نظر خانواده، طبیعتاً به معنای اول اهمیت دارند. در حالی که، سایر حوزه‌های نهادی، مانند محل کار، طبیعتاً در معنای دوم ضروری هستند. جایگزین
حوزه‌های نهادی مانند مذهب و قومیت به عنوان نمونه‌هایی از مفهوم سازی دوم برجسته می‌شوند.
جامعه پذیری برای انسان‌ها مهم است تا بفهمند جامعه چگونه کار می‌کند و چگونه باید با یکدیگر تعامل داشته باشیم. در فرهنگ‌های مختلف، ما در باورهای مختلفی اجتماعی شده‌ایم که باعث می‌شود در آن جامعه جا بیفتیم. دو نوع اصلی از جامعه پذیری وجود دارد که اولین بار توسط تالکوت پارسونز جامعه‌شناس شناسایی شد:
- «اجتماعی شدن اولیه» چیزی است که کودک از خانواده نزدیک خود می‌آموزد. آنها همان ارزش‌ها و باورهای خانواده را می‌پذیرند و همچنین می‌آموزند که والدین از کودک چه انتظاری دارند. این از خانواده ای به خانواده دیگر متفاوت است و به کودکان کمک می‌کند تا احساس هویت پیدا کنند.
- «اجتماعی شدن ثانویه» زمانی است که کودک می‌آموزد که جامعه از او چه انتظاراتی دارد. اغلب در خارج از خانه رخ می‌دهد و می‌توان آن را به «عوامل اجتماعی شدن» نظبر خانواده، گروه‌های همتا، رسانه‌های جمعی، دین، تحصیلات و محل کار[۴]

## نقش دین در هویت
به نظر می‌رسد که دین در شکل‌گیری هویت نقش بسزایی دارد. نقش ادیان در جوامع و ادوار مختلف متفاوت است. دین ممکن است در یک جامعه نیروی قدرتمندی باشد، در جامعه دیگر قدرت کمتری داشته باشد و در برخی جوامع ممکن است تأثیر ناچیزی داشته باشد. نقش متمایز دین در جوامع و ادوار مختلف مسلماً تأثیر دین را بر رشد و فرگشت هویت در طول زمان به‌طور کامل از بین نمی‌برد. روان‌شناسی آمریکایی و ابداع کننده عنوان بحران هویت، اریک اریکسون ابراز می‌کند که دین به‌طور بالقوه می‌تواند پاسخ‌ها و دیدگاه‌های نهایی را در مورد مسائل دست نیافتنی زندگی ارائه دهد که ممکن است برای یک جوان جذاب و مناسب باشد.
بین دین و قومیت یک رابطه قوی و مستحکم وجود دارد. هارولد جی آبرامسون (۱۹۸۰) استدلال می‌کند که در برخی موارد، دین برابر با قومیت است، اما این امر برای همه گروه‌های قومی صدق نمی‌کند. او از گروه‌هایی مانند آمیش‌ها، مورمون‌ها، هاترایت‌ها و یهودیان به عنوان گروه‌هایی یاد کرد که در دسته‌بندی ارتباط مستقیم بین مذهب و قومیت قرار می‌گیرند. در برخی موارد، مذهب نقش اساسی و نیرومندی در شکل‌گیری قومیت ایفا می‌کند. اما تأثیر بنیادی آن توسط عوامل بنیادی مهم دیگری مانند: منشأ قلمرو منحصر به فرد و شاید یک زبان متمایز کاهش می‌یابد. رابطه بین قومیت و مذهب واقعی است، اما مذهب در فرایند هویت قومی نقش ناچیزی دارد. در مجموع، در حالی که مذهب و قومیت ممکن است عوامل مهمی در شکل‌گیری هویت باشند، اما احتمالاً تأثیر این دو مؤلفه در شکل‌گیری هویت در دوران معاصر کمتر از گذشته فراگیر و نیرومندتر است.

## عوامل مؤثر بر هویت دینی
با توجه به اینکه سنت‌های دینی می‌توانند به‌طور پیچیده با جنبه‌های مختلف فرهنگ در هم آمیخته شوند، ادبیات هویت دینی به‌طور مداوم تفاوت‌های قومی، جنسیتی و نسلی را به همراه داشته‌است.

### تفاوت‌های قومی
طبق تئوری هویت اجتماعی، زمانی که افراد با پیشینه اقلیت‌های قومی احساس می‌کنند که هویت آنها در خطر است، ممکن است بر سایر هویت‌های اجتماعی خود به عنوان ابزاری برای حفظ یک خودپنداره مثبت تأکید کنند. این ایده توسط مطالعات مختلفی که سطوح بالاتری از هویت مذهبی را در میان اقلیت‌های قومی نشان داده‌اند، به‌ویژه آن‌هایی که از پیشینه‌های لاتین و آفریقایی آمریکایی هستند، در مقایسه با آمریکایی‌های اروپایی پشتیبانی می‌شود.

### تفاوت‌های جنسیتی
جنسیت نیز ممکن است بر هویت مذهبی فرد تأثیر بگذارد. به‌طور کلی، زنان بیشتر از مردان در مراسم مذهبی شرکت می‌کنند و بیان می‌کنند که مذهب جنبه مهمی از زندگی آنهاست.  این نیز در یک مطالعه طولی چهار ساله در مورد مشارکت مذهبی برای نوجوانان ساکن در محیط‌های روستایی نشان داده شد. زنان بیشتر از مردان درگیر فعالیت‌های مربوط به کلیسا بودند و به احتمال زیاد خود را افرادی مذهبی می‌دانستند.

### تفاوت نسلی مهاجر
سه دسته از وضعیت نسل وجود دارد: اول، دوم و سوم. فردی که نسل اول محسوب می‌شود فردی است که در خارج از کشور به دنیا آمده و مهاجرت کرده‌است. نسل دوم به فردی گفته می‌شود که در کشور متولد شده اما والدینش متولد و مهاجرت کرده‌اند. در نهایت، نسل سوم به یک فرد گفته می‌شود و والدین فرد در کشور متولد شده‌اند.
افراد نسل اول و دوم ممکن است در مقایسه با مهاجران نسل سوم سطوح هویت مذهبی بالاتری داشته باشند. در تلاش برای سازگاری با تغییرات استرس زا مرتبط با فرایند مهاجرت، یافتن جامعه ای از حمایت عاطفی، اجتماعی و مالی، محیطی که معمولاً توسط یک مکان عبادت ارائه می‌شود، ممکن است بسیار مورد توجه مهاجران قرار گیرد. مطالعات در واقع نشان داده‌است که نوجوانان مهاجر خانواده‌ها (هم مهاجران نسل اول و هم نسل دوم) سطوح بالاتری از هویت مذهبی را در مقایسه با نوجوانانی که والدینشان مهاجر نیستند (نسل سوم) گزارش کردند.

### عوامل نهادی
مطالعات نشان می‌دهد که عوامل نهادی بر هویت دینی تأثیر می‌گذارد. به عنوان مثال در مطالعه ای بر روی مسیحیان، یهودیان و مسلمانان در مدارس متوسطه انگلیسی نوجوانان بازنمایی منفی از سنت‌های مذهبی خود در برنامه درسی و کلیشه‌های رایج همسالان خود را گزارش کردند.